# Jamboree mondial de 2007

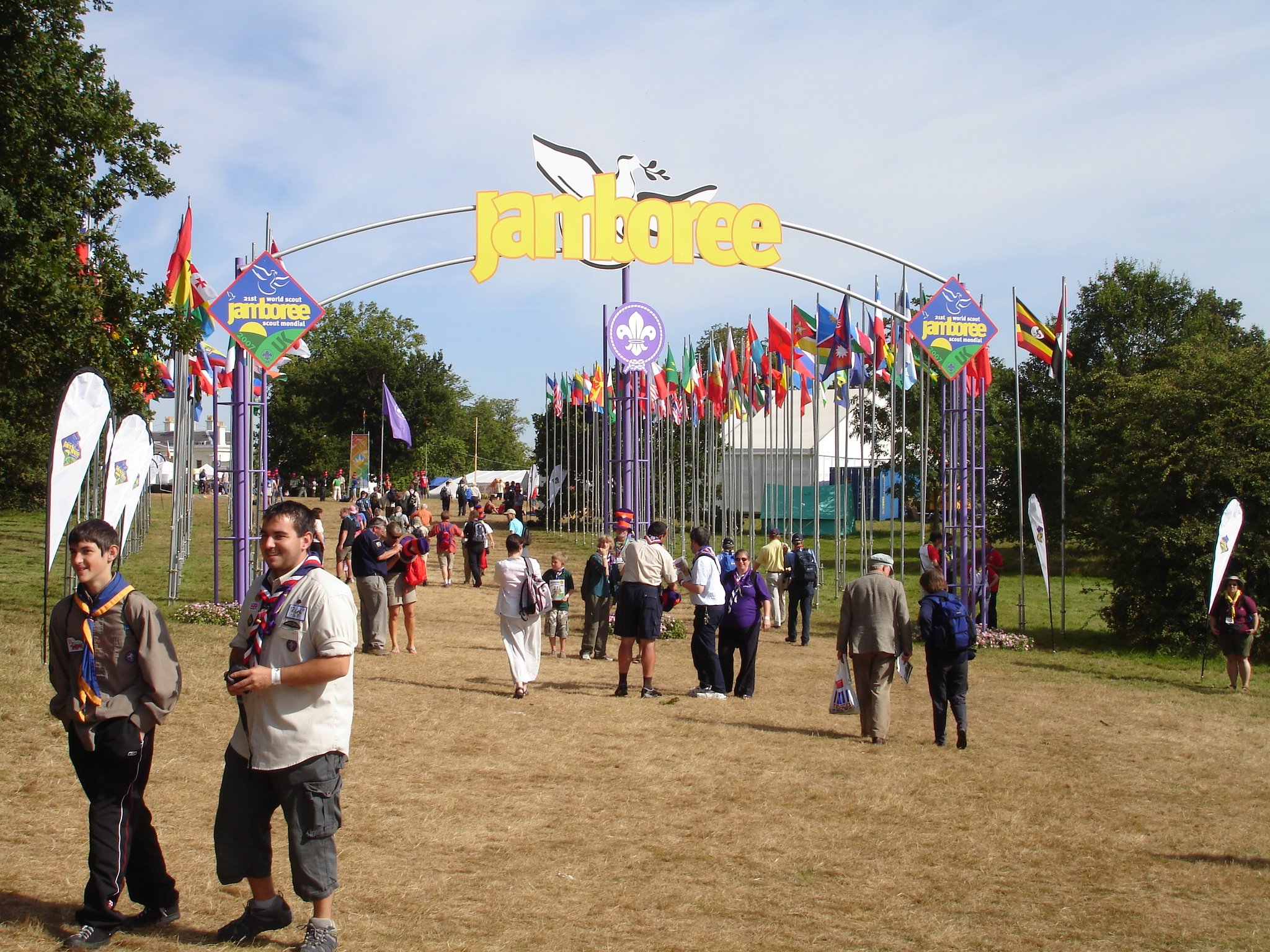
L'entrée principale du site du jamboree.

Le 21e jamboree mondial est un jamboree scout mondial qui a eu lieu du 27 juillet au 8 août 2007 à Hylands Park, près de Chelmsford (Essex, Royaume-Uni). Ce jamboree, dont le thème était « Un Monde, Une Promesse », faisait partie des célébrations entourant le centenaire du scoutisme. Plus de 40 000 scouts de 158 pays ont participé à ce jamboree, sans compter de nombreux visiteurs.

## Contexte

### Le centenaire du scoutisme
Le scoutisme, mouvement de jeunesse ayant pour but « de contribuer au développement des jeunes en les aidant à réaliser pleinement leurs possibilités physiques, intellectuelles, sociales et spirituelles », a été créé au début du XXe siècle par le britannique Robert Baden-Powell (1857-1941), sur une idée inspirée par l'action de jeunes éclaireurs lors du Siège de Mafeking en 1898, auquel Baden-Powell avait participé. Le premier camp scout s'est ouvert le 1er août 1907 sur l'île de Brownsea, et c'est cette date qui a été retenue comme date de naissance du scoutisme. C'est pourquoi le scoutisme fêtait en 2007 son centenaire. Par ailleurs, 2007 correspondait également au 150e anniversaire de la naissance de Baden-Powell.
Le jamboree faisait partie des principaux événements organisés à l'occasion de ce centenaire. Comme en 1957 pour le cinquantenaire du scoutisme et le centenaire de Baden-Powell, les organisateurs avaient choisi d'organiser ce jamboree au Royaume-Uni, pays de naissance du scoutisme. Les dates du jamboree permettaient par ailleurs de fêter la date exacte du centenaire pendant le jamboree.

### Préparatifs
Le 21e jamboree scout a été organisé par The Scout Association, l'Organisation Scoute Nationale (NSO) britannique, sous la direction de Bill Cockcroft. Ce consultant de 59 ans a commencé à travailler à la préparation du jamboree dès 1994, et n'a pas raté un jamboree depuis 1991.
Les préparations pour cet événement ont inclus un plus petit jamboree, EuroJam 2005, où 10 000 scouts campèrent sur le même site. Ce jamboree a permis aux organisateurs de tester certains aspects de l'événement, dont le contrôle des foules. Ce jamboree a aussi été l'occasion d'un record mondial de la plus grosse commande à un supermarché via internet ; la nourriture a dû être livrée par camions articulés.
L'équipe de construction du jamboree (Jamboree Build Team) est arrivée sur le site à partir du samedi 30 juin 2007, soit quatre semaines avant la cérémonie d'ouverture. Composée de 1 500 personnes du monde entier, elle était chargée de transformer un parc servant habituellement de lieu de promenades et d'aire de pique-nique en une véritable « ville », avec ses commerces, son eau courante, son électricité et même son hôpital. L'équipe a ainsi dû installer pas moins de 50 km de câbles électriques et 55 km de tuyaux, sans oublier plus de 12 000 tentes Fiesta blanches. Après avoir transféré le site prêt pour le jamboree à l'équipe d'organisation le 26 juillet, l'équipe s'est vue chargée de démonter le site et de remettre le parc dans son état d'origine en cinq jours, entre le 9 et le 14 août 2007. Seules quelques constructions restent actuellement les témoins sur place de ce jamboree, tels que la grande horloge et le One World Garden.

## Un camp de40 000 participants

### Participation

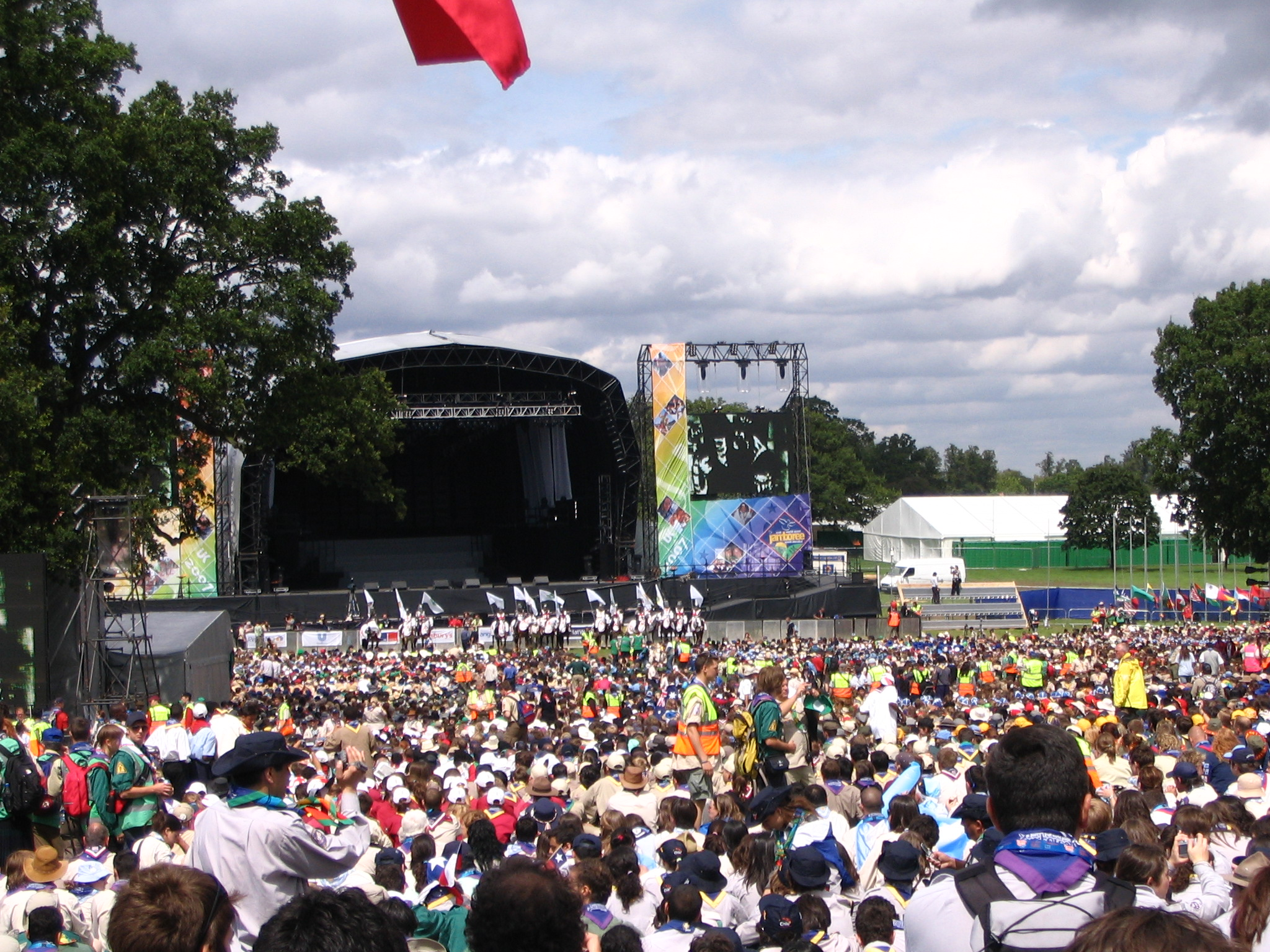
40000 scouts du monde entier rassemblés à l'occasion de la cérémonie d'ouverture.

Ce jamboree était ouvert à tous les membres de l'Organisation mondiale du mouvement scout âgés de 14 à 17 ans au premier jour du rassemblement. Les membres de l'Association mondiale des Guides et Éclaireuses pouvaient également participer avec accord de l'association nationale reconnue par l'OMMS.
Cependant, de nombreux adultes ont participé à ce jamboree, que ce soit en tant que responsable encadrant les adolescents, ou en tant que membre des Équipes Internationale de Service (EIS), chargées de mettre en œuvre le programme très varié du jamboree ou d'assurer des fonctions telles que médecin ou cuisinier. Ces membres des EIS sont pour la plupart restés un peu plus longtemps sur le site du jamboree, du 24 juillet au 9 août. Il y a eu plus de 8 000 membres des EIS lors de ce Jamboree.

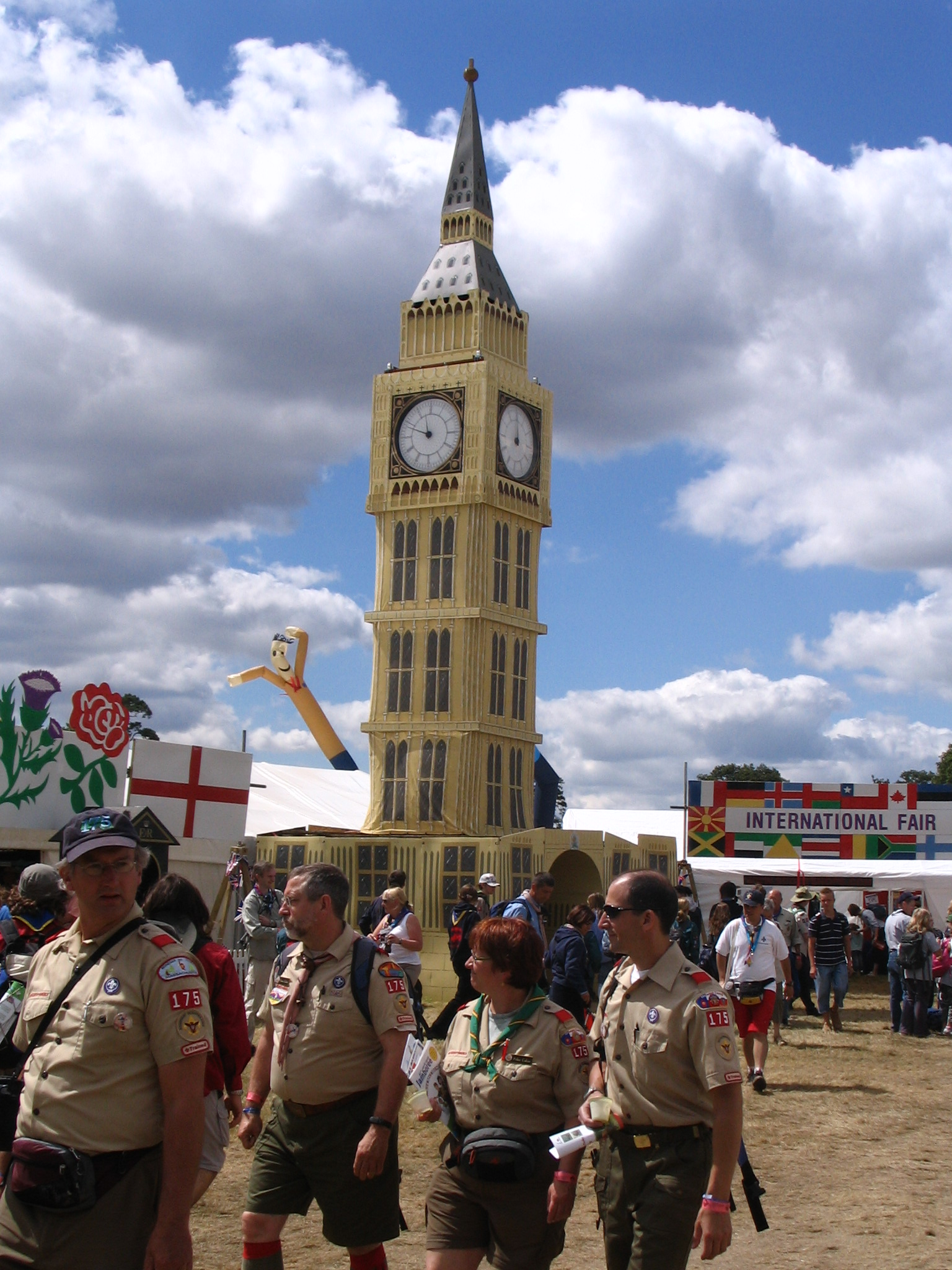
La "Big Ben" de la délégation britannique.

Bien que ce jamboree ne soit pas le plus grand jamais tenu en termes de participants (lors du jamboree mondial de 1929, 50 000 jeunes s'étaient rassemblés à Birkenhead), le nombre de visiteurs (estimé à 42 000) et les autres jamborees régionaux qui se tiendront aux mêmes dates font que cet événement a été le plus important depuis la fondation du scoutisme en 1907 par Robert Baden-Powell.
Seuls 5 territoires ayant une organisation scoute nationale reconnue n'ont pas envoyé de représentants à Hylands Park, et des efforts ont été menés pour que chaque territoire de la planète soit représenté. La fédération du scoutisme français, à elle seule, a envoyé 1 000 représentants (800 participants et 200 EIS) au Royaume-Uni. Le Mouvement scout de Suisse a quant à lui 1 500 membres présents à ce Jamboree.

### Le site de Hylands Park
Hylands Park est un parc de 232 ha situé à la sortie sud de la ville de Chelmsford, dans le comté d'Essex (Royaume-Uni), à une soixantaine de kilomètres de Londres. 
Le site de Hylands Park a été sélectionné en raison de la proximité de l'île de Brownsea, où se tint à l'été 1907 le premier camp scout, sous la direction de Robert Baden-Powell, et de Gilwell Park. Ce site avait déjà été utilisé pour l'Eurojam 2005.
La quasi-totalité du site était couverte de tentes, de zones d'activités, de commerces et de services, même si une petite portion du site avait été laissée vide, notamment la zone située à l'est de l'hôpital central. De façon schématique, les zones allouées à autre chose que le couchage étaient essentiellement situées sur un axe traversant le site selon une direction nord-ouest — sud-est, à l'exception des Villages du Monde de TerraVille et AquaVille situés à l'extrémité est du site et des différents hubs rassemblant des services et commerces « de proximité ».
Le site était entouré de 4 km de clôtures. Il était accessible par trois portes, deux situées au sud-est (portes 1, près de laquelle se trouvait l'arrêt de bus principal, et 2) et deux au nord (porte 5). Les autres accès au parc avaient été condamnés pour la durée du jamboree pour des raisons de sécurité.
Les routes et chemins traversant le site portaient pour la plupart des noms de fleuves, comme Nile Road, Danube Avenue ou encore Colorado Avenue, et le carrefour principal se trouvait près du centre commercial de la Plaza et de Hylands House. Les dimensions du site faisaient qu'il était parfois nécessaire de prévoir jusqu'à une demi-heure de marche pour aller d'un point du site à un autre.

### Transport

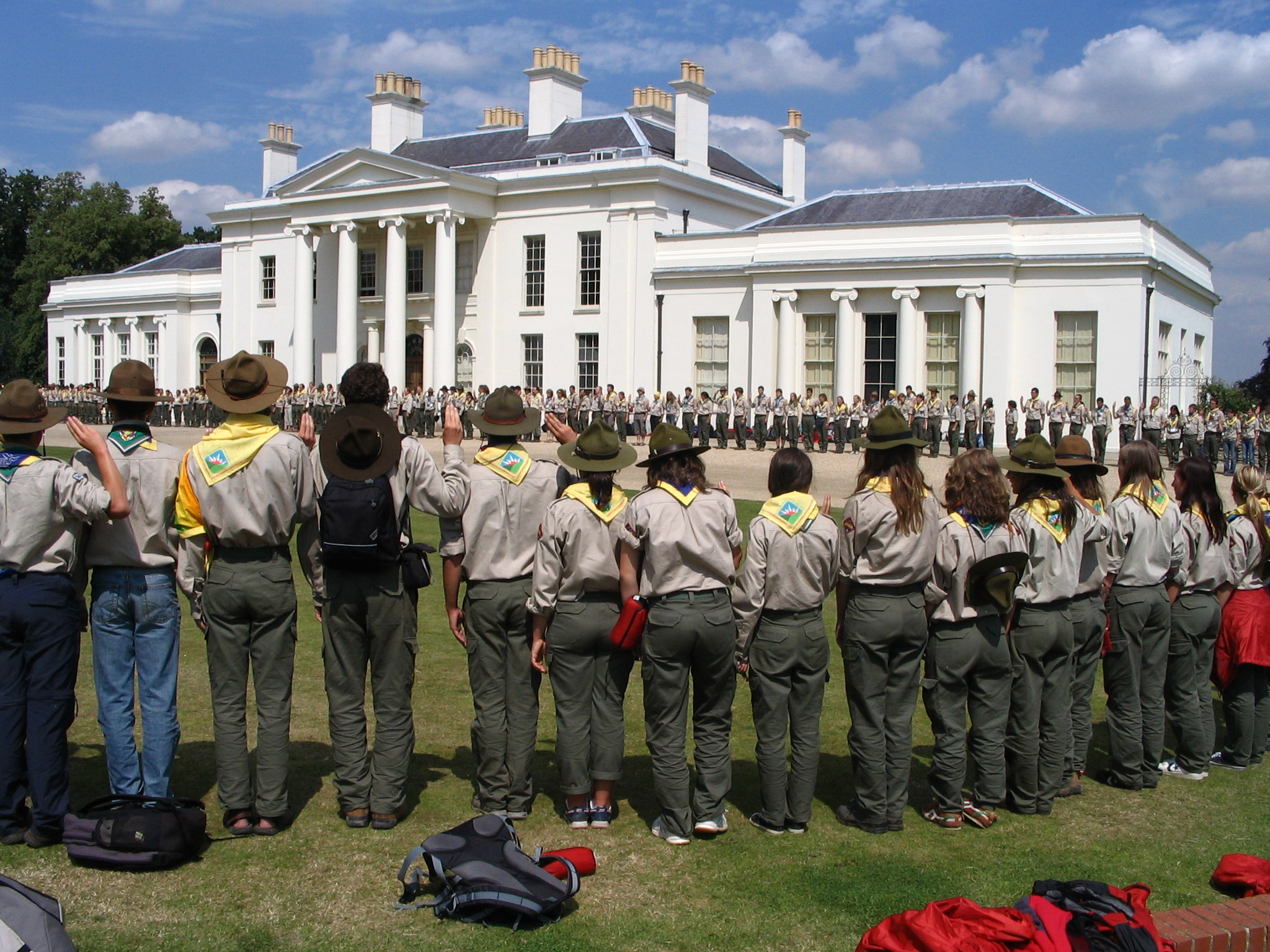
Un rassemblement de scouts hongrois devant Hylands House.

Le jamboree étant un événement international, la majorité des personnes présentes, participants comme adultes, sont arrivées par voie aérienne. L'arrivée de ces milliers de scouts du monde entier a particulièrement été visible le 27 juillet à l'aéroport londonien de Heathrow, où elle a entraîné la surprise de nombreux voyageurs. Les scouts sont également arrivés par voie maritime (au port de Douvres) ou ferroviaire (Gare de Waterloo notamment), mais surtout par car pour les participants britanniques. C'est pourquoi un système de navettes avait été mis en place entre d'une part le site du jamboree et d'autre part les principaux aéroports et gares londoniennes, ainsi que le centre de la capitale et Douvres.
Les cars étaient également employés pour transporter les participants aux sites des activités « hors-site », ainsi que les adultes participant aux excursions du programme adulte.

### Un lieu de rencontres

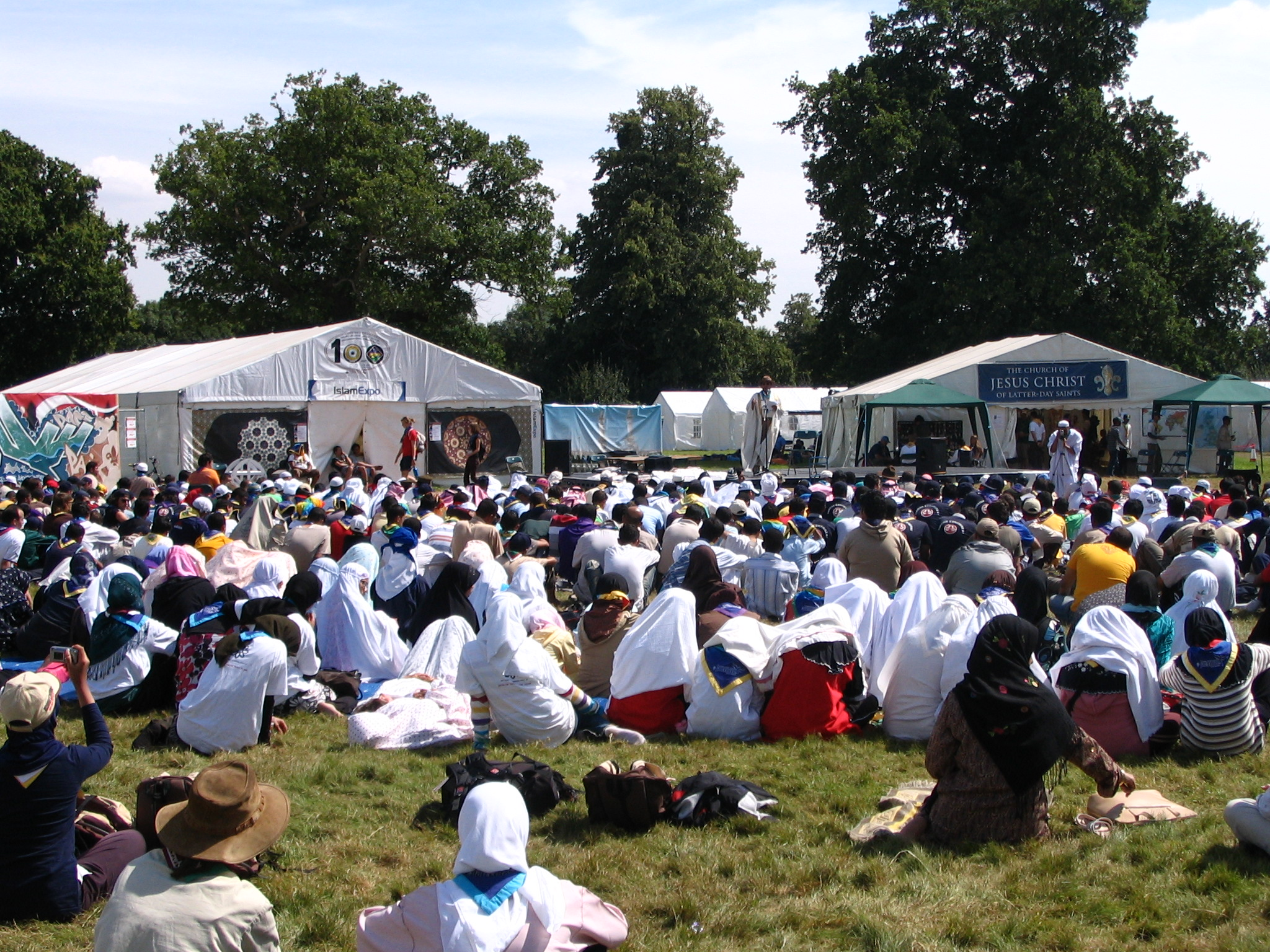
La prière du vendredi célébrée dans l'espace "Foi et croyances", accueille de nombreux non-musulmans.

## Les activités proposées
Les principaux événements du jamboree ont été :
- Village du monde : une découverte des habitudes, traditions et coutumes de chaque région du monde au travers d'activités consacrées.
- Les activités d'aventure à Gilwell Park
- Village du développement : À la découverte des principaux enjeux du monde d'ajourd'hui dans des ateliers dirigés par des spécialistes venus notamment des Nations unies.
- Journée d'activités Aquatiques "Splash" à Alton Water près d'Ipswich
- Journée d'action communautaire - Projet Starbust : Un jour destiné à montrer son implication et son engagement.

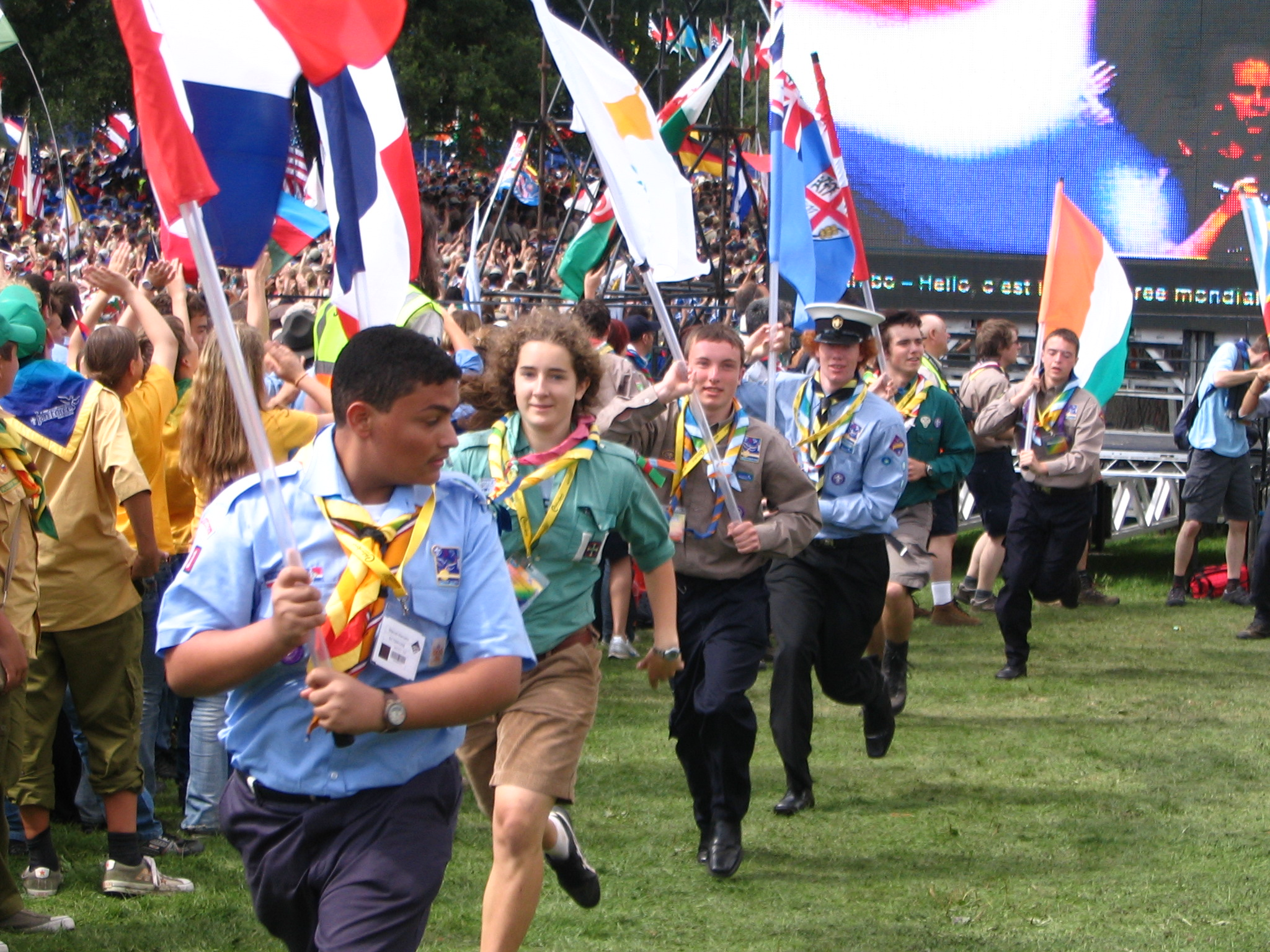
Les drapeaux du monde entier traversant l'Arena lors de la cérémonie d'ouverture.

- La cérémonie du lever du soleil sur le centenaire du scoutisme, le 1er août à l'aube
- Les cérémonies d'ouverture et de clôture.

### «Un Monde, Une Promesse»
Chaque jamboree a un thème, et celui de 2007 a pour thème « Un Monde, Une Promesse ». Ce thème a pour but de capter les aspirations et les espoirs des jeunes pour le futur. 